# Казуо Ишигуро
Казуо Ишигуро (енгл. Kazuo Ishiguro, јап. 石黒 一雄; Нагасаки, 8. новембар 1954) енглески је романописац, сценариста и писац кратких прича, јапанског порекла. Добитник је Нобелове награде за књижевност за 2017. Казуо Ишигуро, који је у романима велике емотивне снаге открио амбис испод којег лежи илузоран осећај повезаности са светом, наводи се у саопштењу Шведске академије.
Његова породица се преселила у Уједињено Краљевство када је имао пет година. Дипломирао је енглески језик и филозофију на Универзитету у Кенту. Од када је објавио свој први роман Бледи поглед на брда 1982. бави се само писањем. Теме којима се најчешће бави у својим делима су успомене, време и самообмана. Ово је нарочито приметно у његовом најпознатијем роману Остаци дана који је објављен 1989. године, када је добио награду Ман Букер. Радњу романа приповеда батлер Стивенс, присећајући се своје професије и изазова у раду за енглеског племића лорда Дарлингтона, који је био наклоњен нацистима, док истовремено говори о свом специфичном односу са колегиницом госпођом Кентон.
Објавио је осам романа од којих је последњи, до сада објављених, "Клара и Сунце" из 2021. године. У својој каснијој фази стваралаштва, Ишигуро почиње да инкорпорира елементе научне фантастике и дистопије у своја дела. Поред романа, бави се и писањем кратких прича и сценарија.

## Романи
- "Бледи обриси брда", 1982. година
- "Сликар пролазног света", 1986. година
- "Остаци дана" (снимљен је истоимени филм по овом роману "Остаци дана"), 1989. година
- "Без утехе", 1995. година
- "Кад смо били сирочад", 2000. година
- "Не дај ми никада да одем", 2005. година
- "Ноктурна", 2009. година
- "Закопани џин", 2015. година
- "Клара и сунце", 2021. година

## Награде
- Нобелова награда за књижевност
- Награда Букер
- Орден уметности и књижевности
- Витбредова награда